# Marlies Schild
Marlies Schild, coniugata Raich (Admont, 31 maggio 1981), è un'ex sciatrice alpina austriaca.
Specialista dello slalom speciale, è stata una delle atlete di punta della nazionale austriaca femminile tra gli anni 2000 e i primi anni 2010. Nel suo palmarès vanta, tra l'altro, quattro medaglie olimpiche, sette iridate e cinque Coppe del Mondo di specialità; è stata l'atleta più vittoriosa in Coppa del Mondo in slalom speciale dal 29 dicembre 2013, con la vittoria a Lienz, al 29 dicembre 2018, quando è stata superata dalla statunitense Mikaela Shiffrin.
È sorella di Josef e Bernadette e moglie di Benjamin Raich, a loro volta sciatori alpini di alto livello.

## Biografia

### Stagioni 1997-2002
Nata ad Admont ed originaria di Saalfelden, iniziò a gareggiare ad alto livello (Campionati austriaci juniores, gare FIS) nel marzo del 1997; in Coppa Europa esordì il 18 dicembre 1997 ad Altenmarkt-Zauchensee in discesa libera, senza completare la gara, colse il primo podio il 27 gennaio 1999 nelle medesime località e specialità (3ª) e la prima vittoria il 7 dicembre 2000 a Serre Chevalier in slalom speciale.
Debuttò in Coppa del Mondo in occasione dello slalom speciale di Sestriere del 9 dicembre 2001, subito ottenendo i primi punti (25ª), e ai Giochi olimpici invernali a Salt Lake City 2002, dove tuttavia non completò la prova di slalom speciale.

### Stagioni 2003-2006
Il 30 novembre 2002 colse ad Aspen in slalom speciale il suo primo podio in Coppa del Mondo (3ª) e ai successivi Mondiali di Sankt Moritz 2003, suo esordio iridato, vinse la medaglia d'argento nello slalom speciale e fu 4ª nella combinata. Nella successiva stagione 2003-2004 in Coppa del Mondo ottenne la prima vittoria, ancora a Sestriere in slalom speciale (13 marzo) e si classificò 2ª nella classifica della specialità superata dalla vincitrice, la svedese Anja Pärson, di 323 punti.
Ai Mondiali di Bormio/Santa Caterina Valfurva 2005 vinse la medaglia di bronzo nella combinata, fu 14ª nello slalom gigante e non completò lo slalom speciale; quell'anno in Coppa del Mondo chiuse al 3º posto nella classifica di slalom speciale. L'anno dopo ai XX Giochi olimpici invernali di Torino 2006 vinse la medaglia d'argento nella combinata, quella di bronzo nello slalom speciale e si piazzò 17ª nello slalom gigante; in Coppa del Mondo si classificò nuovamente 2ª nella Coppa del Mondo di slalom speciale superata dalla vincitrice, la croata Janica Kostelić, di 190 punti.

### Stagioni 2007-2009

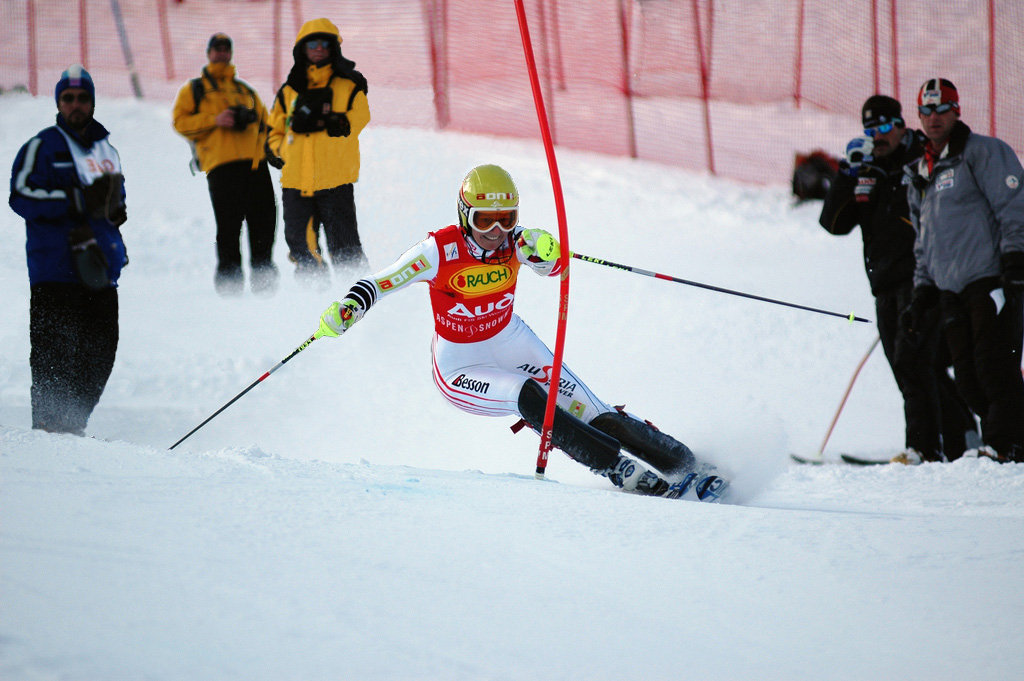
Marlies Schild in gara ad Aspen nel novembre del 2006

Ai Mondiali di Åre 2007 vinse la medaglia d'oro nella gara a squadre, la medaglia d'argento nello slalom speciale e la medaglia di bronzo nella supercombinata; non completò invece lo slalom gigante. In quella stagione 2006-2007 si aggiudicò le sue prime due Coppe del Mondo di specialità: quella di slalom speciale, con 342 punti di vantaggio sulla connazionale Nicole Hosp, e quella di combinata, con 25 punti di margine sulla statunitense Julia Mancuso. Nella graduatoria generale, dopo aver ottenuto complessivamente 14 podi con 8 vittorie, si classificò in 2ª posizione alle spalle della Hosp al termine di un'intensa sfida conclusasi solo con l'ultima gara alle finali di Lenzerheide, durante le quali la Hosp maturò 90 punti di vantaggio sulla Schild.
La stagione 2008 portò altre cinque vittorie in slalom speciale all'atleta. Queste, insieme ad altri piazzamenti, le permeisero di vincere nuovamente la Coppa di specialità (con 125 punti in più della Hosp), mentre in classifica generale giunse 5ª. Il 9 ottobre 2008, durante un allenamento sui ghiacci di Rettenbach-Ferner nel Tirolo, si infortunò gravemente fratturandosi tibia e perone e compromettendo la sua partecipazione alla stagione 2008-2009.

### Stagioni 2010-2011
Tornata alle gare ufficiali nel novembre 2009, ritrovò subito il podio in Coppa del Mondo (2ª ad Aspen il 29 novembre) e, in dicembre, la vittoria (slalom speciale di Lienz). Dopo un ulteriore primo posto (Flachau, 12 gennaio), la Schild si presentò ai XXI Giochi olimpici invernali di Vancouver 2010, dove vinse la medaglia d'argento nello slalom speciale, battuta solo dalla tedesca Maria Riesch; a fine stagione risultò 3ª nella classifica della Coppa del Mondo di slalom speciale.
Nel 2011 vinse la medaglia d'argento iridata nella gara a squadre ai Mondiali di Garmisch-Partenkirchen e pochi giorni dopo quella d'oro nello slalom speciale, davanti alla connazionale Kathrin Zettel e alla svedese Maria Pietilä Holmner; nello slalom gigante invece fu 8ª. Concluse la stagione con la conquista della sua terza Coppa di slalom speciale, ottenuta anche grazie a sei vittorie nelle nove prove stagionali, con 169 punti di vantaggio sulla finlandese Tanja Poutiainen.

### Stagioni 2012-2014
Nel 2012 si aggiudicò nuovamente la Coppa del Mondo di slalom speciale, con sei vittorie, due terzi posti e 308 punti di margine sulla connazionale Michaela Kirchgasser. Nel dicembre 2012, durante un allenamento mattutino a Åre, in vista dello slalom serale, cadde procurandosi un nuovo serio infortunio: la rottura del legamento interno del ginocchio destro. Operata, ritornò in febbraio ai Mondiali di Schladming, sua ultima presenza iridata, dove giunse 9ª nello slalom speciale vinto dalla statunitense Mikaela Shiffrin.
Il 29 dicembre 2013, con la vittoria nello slalom speciale di Lienz, divenne l'atleta più vittoriosa in questa specialità in Coppa del Mondo, superando i 34 successi del primato detenuto fino a quel momento dalla svizzera Vreni Schneider. Quella vittoria fu anche l'ultima in carriera della Schild. Il 21 febbraio 2014 ottenne la medaglia d'argento nello slalom speciale ai XXII Giochi olimpici invernali di Soči 2014, nella gara vinta dalla Shiffrin. Si ritirò al termine di quella stagione, nella quale fu ancora una volta 3ª nella classifica di slalom speciale; la sua ultima gara fu lo slalom speciale di Coppa del Mondo disputato il 15 marzo a Lenzerheide, nel quale salì ancora una volta sul podio (3ª).

## Palmarès

### Olimpiadi
- 4 medaglie:
  - 3 argenti (combinata a Torino 2006; slalom speciale a Vancouver 2010; slalom speciale a Soči 2014)
  - 1 bronzo (slalom speciale a Torino 2006)

### Mondiali
- 7 medaglie:
  - 2 ori (gara a squadre a Åre 2007; slalom speciale a Garmisch-Partenkirchen 2011)
  - 3 argenti (slalom speciale a Sankt Moritz 2003; slalom speciale a Åre 2007; gara a squadre a Garmisch-Partenkirchen 2011)
  - 2 bronzi (combinata a Bormio/Santa Caterina Valfurva 2005; supercombinata a Åre 2007)

### Coppa del Mondo
- Miglior piazzamento in classifica generale: 2ª nel 2007
- Vincitrice della Coppa del Mondo di slalom speciale nel 2007, nel 2008, nel 2011 e 2012
- Vincitrice della Coppa del Mondo di combinata nel 2007
- 68 podi:
  - 37 vittorie
  - 13 secondi posti
  - 18 terzi posti

#### Coppa del Mondo - vittorie
| Data             | Località                | Paese       | Specialità |
| ---------------- | ----------------------- | ----------- | ---------- |
| 13 marzo 2004    | Sestriere               | Italia      | SL         |
| 28 dicembre 2004 | Semmering               | Austria     | GS         |
| 29 dicembre 2004 | Semmering               | Austria     | SL         |
| 9 gennaio 2005   | Santa Caterina Valfurva | Italia      | SL         |
| 29 dicembre 2005 | Lienz                   | Austria     | SL         |
| 5 gennaio 2006   | Zagabria Sljeme         | Croazia     | SL         |
| 8 gennaio 2006   | Maribor                 | Slovenia    | SL         |
| 11 novembre 2006 | Levi                    | Finlandia   | SL         |
| 26 novembre 2006 | Aspen                   | Stati Uniti | SL         |
| 15 dicembre 2006 | Reiteralm               | Austria     | SC         |
| 21 dicembre 2006 | Val-d'Isère             | Francia     | SL         |
| 4 gennaio 2007   | Zagabria Sljeme         | Croazia     | SL         |
| 7 gennaio 2007   | Kranjska Gora           | Slovenia    | SL         |
| 25 febbraio 2007 | Sierra Nevada           | Spagna      | SL         |
| 11 marzo 2007    | Zwiesel                 | Germania    | SL         |
| 10 novembre 2007 | Reiteralm               | Austria     | SL         |
| 25 novembre 2007 | Panorama                | Canada      | SL         |
| 6 gennaio 2008   | Špindlerův Mlýn         | Rep. Ceca   | SL         |
| 27 gennaio 2008  | Ofterschwang            | Germania    | SL         |
| 14 marzo 2008    | Bormio                  | Italia      | SL         |
| 29 dicembre 2009 | Lienz                   | Austria     | SL         |
| 12 gennaio 2010  | Flachau                 | Austria     | SL         |
| 13 marzo 2010    | Garmisch-Partenkirchen  | Germania    | SL         |
| 13 novembre 2010 | Levi                    | Finlandia   | SL         |
| 21 dicembre 2010 | Courchevel              | Francia     | SL         |
| 29 dicembre 2010 | Semmering               | Austria     | SL         |
| 4 gennaio 2011   | Zagabria Sljeme         | Croazia     | SL         |
| 4 febbraio 2011  | Zwiesel                 | Germania    | SL         |
| 12 marzo 2011    | Špindlerův Mlýn         | Rep. Ceca   | SL         |
| 27 novembre 2011 | Aspen                   | Stati Uniti | SL         |
| 18 dicembre 2011 | Courchevel              | Francia     | SL         |
| 20 dicembre 2011 | Flachau                 | Austria     | SL         |
| 29 dicembre 2011 | Lienz                   | Austria     | SL         |
| 3 gennaio 2012   | Zagabria Sljeme         | Croazia     | SL         |
| 11 febbraio 2012 | Soldeu                  | Andorra     | SL         |
| 17 dicembre 2013 | Courchevel              | Francia     | SL         |
| 29 dicembre 2013 | Lienz                   | Austria     | SL         |

Legenda:

GS = slalom gigante

SL = slalom speciale

SC = supercombinata

### Coppa Europa
- Miglior piazzamento in classifica generale: 26ª nel 2000
- 8 podi
  - 3 vittorie
  - 2 secondi posti
  - 3 terzi posti

#### Coppa Europa - vittorie
| Data             | Località        | Paese   | Specialità |
| ---------------- | --------------- | ------- | ---------- |
| 7 dicembre 2000  | Serre Chevalier | Francia | SL         |
| 7 dicembre 2000  | Serre Chevalier | Francia | SL         |
| 18 dicembre 2009 | Alleghe         | Italia  | SL         |

Legenda:

SL = slalom speciale

### Campionati austriaci
- 7 medaglie[5]:
  - 5 ori (slalom speciale nel 2002; slalom speciale nel 2003; slalom speciale nel 2008; slalom speciale nel 2010; slalom speciale nel 2011)
  - 1 argento (slalom gigante nel 2005)
  - 1 bronzo (slalom speciale nel 2004)

### Campionati austriaci juniores
- 6 medaglie[5]:
  - 3 ori (discesa libera, supergigante, combinata nel 2000)
  - 2 argenti (slalom gigante, slalom speciale nel 2000)
  - 1 bronzo (supergigante nel 1998)

## Statistiche

### Podi in Coppa del Mondo
| 1º     | 2º                     | 3º                     | 1º                     | 2º                     | 3º                     | 1º                     | 2º                     | 3º                     | 1º                     | 2º                     | 3º                     | 1º                     | 2º                     | 3º                     |                        |                        |                        |                        |                        |
| 2002   |                        |                        |                        |                        |                        |                        |                        |                        |                        |                        |                        |                        |                        |                        |                        | 0                      |                        |                        |                        |
| 2003   |                        |                        |                        |                        |                        |                        |                        |                        |                        |                        |                        | 2                      |                        |                        |                        | 2                      |                        |                        |                        |
| 2004   |                        |                        |                        |                        |                        |                        |                        |                        |                        | 1                      | 2                      | 2                      |                        |                        |                        | 5                      |                        |                        |                        |
| 2005   |                        |                        |                        |                        | 1                      |                        | 1                      |                        |                        | 2                      | 1                      | 1                      |                        |                        |                        | 6                      |                        |                        |                        |
| 2006   |                        |                        |                        |                        |                        |                        |                        |                        | 1                      | 3                      | 1                      | 2                      |                        |                        | 1                      | 8                      |                        |                        |                        |
| 2007   |                        | 1                      |                        |                        |                        | 1                      |                        |                        | 1                      | 7                      |                        | 1                      | 1                      |                        | 2                      | 14                     |                        |                        |                        |
| 2008   |                        | 1                      |                        |                        |                        |                        |                        |                        |                        | 5                      | 1                      | 1                      |                        | 1                      |                        | 9                      |                        |                        |                        |
| 2009   | stagione non disputata | stagione non disputata | stagione non disputata | stagione non disputata | stagione non disputata | stagione non disputata | stagione non disputata | stagione non disputata | stagione non disputata | stagione non disputata | stagione non disputata | stagione non disputata | stagione non disputata | stagione non disputata | stagione non disputata | stagione non disputata | stagione non disputata | stagione non disputata | stagione non disputata |
| 2010   |                        |                        |                        |                        |                        |                        |                        |                        |                        | 3                      | 1                      |                        |                        |                        |                        | 4                      |                        |                        |                        |
| 2011   |                        |                        |                        |                        |                        |                        |                        |                        |                        | 6                      | 1                      |                        |                        |                        |                        | 7                      |                        |                        |                        |
| 2012   |                        |                        |                        |                        |                        |                        |                        |                        |                        | 6                      |                        | 2                      |                        |                        |                        | 8                      |                        |                        |                        |
| 2013   |                        |                        |                        |                        |                        |                        |                        |                        |                        |                        | 1                      |                        |                        |                        |                        | 1                      |                        |                        |                        |
| 2014   |                        |                        |                        |                        |                        |                        |                        |                        |                        | 2                      | 1                      | 1                      |                        |                        |                        | 4                      |                        |                        |                        |
| Totale | 0                      | 2                      | 0                      | 0                      | 1                      | 1                      | 1                      | 0                      | 2                      | 35                     | 9                      | 12                     | 1                      | 1                      | 3                      | 68                     |                        |                        |                        |
| Totale | 2                      | 2                      | 2                      | 2                      | 2                      | 2                      | 3                      | 3                      | 3                      | 56                     | 56                     | 56                     | 5                      | 5                      | 5                      | 68                     |                        |                        |                        |